# 里里 (愛達荷州)
里里（英語：Ririe）是一個位於美國愛達荷州邦納維爾縣和傑佛遜縣的城市。

## 地理
里里的座標為43°37′48″N 111°46′23″W / 43.63000°N 111.77306°W，而該地的平均海拔高度為1513米（即4964英尺）。

## 人口
根據2010年美國人口普查的數據，里里的面積為1.32平方千米，當中陸地面積為1.28平方千米，而水域面積為0.04平方千米。當地共有人口656人，而人口密度為每平方千米496.97人。